# NGC 1562
إن جي سي 1562 (بالفرنسية: NGC 1562)‏ التي يرمز لها بالرمز NGC 1562، هي مجرة، في كوكبة النهر.

## الاكتشاف
اكتشفت في 12 نوفمبر 1885، بواسطة Francis Preserved Leavenworth.